# Понсонби, Джон, 5-й граф Бессборо
Джон Джордж Брабазон Понсонби, 5-й граф Бессборо (англ. John George Brabazon Ponsonby, 5th Earl of Bessborough; 14 октября 1809 — 28 января 1880) — британский пэр, игрок в крикет, придворный и либеральный политик. Он носил титул учтивости — виконт Дунканнон с 1844 по 1847 год.

## Предыстория
Родился 14 октября 1809 года в Лондоне. Старший сын Джона Понсонби, 4-го графа Бессборо (1781—1847), и его жены леди Марии Фейн (1787—1834), третьей дочери Джона Фейна, 10-го графа Уэстморленда . Он получил образование в школе Чартерхаус в Суррее. В юности он играл в крикет и сыграл пять первоклассных матчей за крикетный клуб Марилебон в 1830-х годах.

## Политическая карьера
Джон Понсонби заседал в Палате общин Великобритании от Блетчингли (1831), Хайэм-Феррерс (1831—1832) и Дерби (1835—1847).
16 мая 1847 года после смерти своего отца Джон Понсонби унаследовал титулы 5-го графа Бессборо (Пэрство Ирландии), 5-го барона Понсонби из Сайсонби в графстве Лестершир (Пэрство Соединённого королевства), 2-го барона Дунканнона из Бессборо в графстве Килкенни (Пэрство Соединённого королевства), 6-го виконта Дунканнона из замка Дунканнон в графстве Уэксфорд (Пэрство Ирландии) и 6-го барона Бессборо из Бессборо в графстве Килкенни (Пэрство Ирландии), заняв своё место в Палате лордов Великобритании.
Лорд Бессборо занимал посты мастера гончих в правительстве лорда Рассела (1848—1852), в коалиционном правительстве лорда Абердина (1852—1855), в первом правительстве лорда Палмерстона (1855—1858) и втором правительстве Палмерстона и Рассела (1859—1865). Он также занимал должность лорда-стюарда в правительстве лорда Рассела (1866) и первом правительстве Уильяма Юарта Гладстона (1868—1874).
Член Тайного совета Великобритании (1848) и лорд-лейтенант графства Карлоу (1838—1880).

## Семья
Лорд Бессборо был дважды женат. 8 сентября 1835 года в Кливленд-Роу, Сент-Джеймс, Лондон, он женился первым браком на леди Фрэнсис Лэмбтон (16 октября 1812 — 18 декабря 1835), старшей дочери Джона Лэмбтона, 1-го графа Дарема, и леди Гарриет Чамли. 4 октября 1849 года лорд Бессборо женился вторым браком на леди Кэролайн Гордон-Леннокс (18 июня 1819 — 30 апреля 1890), старшей дочери Чарльза Гордона-Леннокса, 5-го герцога Ричмонда, и леди Кэролайн Пэджет. Детей от двух браков не было.
Лорд Бессборо скончался в январе 1880 года в возрасте 70 лет в Бессборо-хаусе, недалеко от Пиллтауна, графство Килкенни, Ирландия. Он был похоронен 3 февраля 1880 года в Фиддауне, Ирландия. Ему наследовал его младший брат Фредерик Понсонби, 6-й граф Бессборо.